# 寿安固倫公主
寿安固倫公主（じゅあんこりんこうしゅ、1826年5月12日 - 1860年4月23日）は、清の第8代皇帝 道光帝の娘（四女）。第9代皇帝 咸豊帝の同母姉。生母はニオフル（鈕祜祿）氏の全貴妃（後の孝全成皇后）。

## 生涯
道光6年4月6日（グレゴリオ暦 1826年5月12日）、道光帝の四女として誕生、そのため宮廷では「四公主」と称された。皇后嫡出としては孝慎成皇后（トゥンギャ氏）所生の異母姉 端憫固倫公主、同母姉 端順固倫公主に次ぐ嫡三女であり、道光帝の皇女としては成人を迎えたなかではもっとも年長であった。また、清朝皇族としては、皇后嫡出の最後の皇女。
道光21年（1841年）2月、ボルジギト（博爾済吉特）氏 の徳穆楚克扎布（デムチュクジャブ　ナイマン（奈曼）部第10代郡王 阿完都洼底扎布の世子）との婚約が成立し、寿安固倫公主に封ぜられる。同年10月、降嫁。道光28年（1848年）、夫が奈曼郡王を世襲。
咸豊10年閏3月3日（グレゴリオ暦 1860年4月23日）薨去。同治4年（1865年）に薨去した夫が親王位を贈られ、北京に合葬された。

## 登場作品
小説
- 浅田次郎『珍妃の井戸』